# K. Sello Duiker
Kabelo "Sello" Duiker (13 de abril de 1974 - 19 de enero de 2005) fue un novelista sudafricano. Su primera novela Trece céntimos (Thirteen Cents), ganó el Commonwealth Foundation prizes 2001 al Mejor Primer Libro, Región de África. Por otra parte, su segunda y última novela, The Quiet Violence of Dreams, ganó el Media24 Books Literary Awards. También trabajó en publicidad y como guionista.

## Vida
Duiker, el mayor de tres hermanos, nació en Orlando West, Soweto y creció en tiempos del apartheid en Soweto, con sus padres, gente de clase media, con estudios universitarios. Lo enviaron fuera de la localidad para asistir a una escuela primaria católica de grado 5.º y luego a La Salle College hasta el grado 7.º, sus años de escuela secundaria fueron a Redhill School (Johannesburgo), una institución de élite donde fue uno de los pocos alumnos negros. Duiker fue educado a la altura del apartheid; esto le influyó mucho. Pasó 2 años en Inglaterra como un estudiante de sexto en Huntington School, York antes de regresar a Sudáfrica para asistir a la universidad donde estudió redacción. Duiker trabajó para una empresa de publicidad antes de la escritura de guiones para la soapie Backstage. Duiker recibió una licenciatura en periodismo en la Rhodes University, también estudió brevemente en la Universidad de Ciudad del Cabo. Duiker usó drogas como el LSD, cannabis y otros. Sus novelas se consideran bastante autobiográficas. Después de su expulsión de la universidad, se institucionalizó en un hospital psiquiátrico. Después de la liberación, escribió trece centavos en dos meses.
Sufrió una crisis nerviosa en 2004 antes de suicidarse ahorcándose en Northcliff, Johannesburgo, en enero de 2005. Se especula que Duiker tenía trastorno bipolar o esquizofrenia limítrofe. Duiker trabajaba como editor de la puesta en marcha en la SABC en el momento de su muerte. Su medicación estaba reprimiendo su creatividad. Duiker leyó el panegírico en el funeral del compañero joven novelista Phaswane Mpe, un mes antes de su propia muerte.

## Trece céntimos
Trece céntimos fue publicado en 2000 por David Philip Publishers. La novela está escrita desde la perspectiva de Azure, un niño de la calle, negro con ojos azules, en Ciudad del Cabo. Azure experimenta el gansterismo, el comercio sexual y la alienación, debido a su apariencia inusual. La novela es un ejemplo de estilo realista mágico, ya que también posee mítica, publicar contenido apocalíptico. La novela está inspirada en El camino hambriento der Ben Okri, cuyo protagonista se llama Azaro.

## The Quiet Violence of Dreams
The Quiet Violence of Dreams cuenta con un estudiante universitario, Tshepo, la novela empieza en un hospital psiquiátrico. La novela rastrea su experiencia como trabajador sexual en un salón de masajes gay, que presta servicios a clientes en su mayoría blancos.